# Hebraeorum gens
Hebraeorum gens ist eine päpstliche Bulle, promulgiert von Papst Pius V. am 26. Februar 1569. Mit diesem Dekret ordnete der Papst die Vertreibung aller Juden aus den Gebieten des Kirchenstaates an mit Ausnahme der Städte Rom und Ancona. Der Wortlaut im Anschluss an das Incipit, nach dem die Bulle üblicherweise zitiert wird, ist abweichend überliefert:
- Hebraeorum gens sola quondam a Domino electa … – Das einst als einziges vom Herrn erwählte Volk der Hebräer …
- Hebraeorum gens sola quondam a Deo dilecta … – Das einst als einziges von Gott geliebte Volk der Hebräer …

Die Bulle war Teil der in der Gegenreformation verschärften Judenpolitik. Mit der Bulle Cum nimis absurdum hatte Papst Paul IV 1555 verfügt, dass alle Juden im Kirchenstaat in Ghettos leben sollten.  Außerdem wurden eine Reihe weiterer diskriminierender Bestimmungen getroffen, insbesondere die Verpflichtung ein Kennzeichen zu tragen, das die Juden als solche kenntlich machte. Ziel war es, soziale Kontakte zwischen Juden und Christen zu erschweren und die Juden zur Konversion zu drängen.

## Inhalt
Mit der Bulle veranlasste der Papst die Vertreibung aller Juden aus dem Kirchenstaat, mit Ausnahme derjenigen, die in den Ghettos von Rom und Ancona lebten. Begründet wurde die Vertreibung der jüdischen Gemeinde mit ihrer sozialen Nutzlosigkeit und mit dem Vorwurf des Wuchers, der Hehlerei, der Kuppelei, magischer Praktiken und des Christenhasses.
Den Ausgewiesenen wurden drei Monate Zeit gegeben, die dem Kirchenstaat zugehörigen Territorien zu verlassen. Zuwiderhandlungen wurden mit der Einziehung des Vermögens und mit ewiger Knechtschaft bedroht.

## Nachwirkungen
Die Anweisungen wurden zwar von Papst Sixtus V. 1586 wieder gelockert, aber schon 1593 mit der Bulle Caeca et Obdurata von Clemens VIII. wieder in Kraft gesetzt.